# Pennithera
Pennithera is een geslacht van vlinders van de familie spanners (Geometridae).

## Soorten
- P. firmata

Hoekbanddennenspanner (Hübner, 1822)
- P. ulicata (Rambur, 1834)